# Villeneuve-de-la-Raho
Villeneuve-de-la-Raho település Franciaországban, Pyrénées-Orientales megyében. Lakosainak száma 4416 fő (2022. január 1.). Villeneuve-de-la-Raho Perpignan, Théza, Corneilla-del-Vercol, Montescot és Pollestres községekkel határos.

## Népesség
A település népessége az elmúlt években az alábbi módon változott:
| Lakosok száma | 3828 | 3895 | 4002 | 3926 | 3914 | 3977 | 4124 | 4270 | 4416 |
|               | 2013 | 2015 | 2016 | 2017 | 2018 | 2019 | 2020 | 2021 | 2022 |